# Minoa monochroaria
Minoa monochroaria är en fjärilsart som beskrevs av Herrich-Schäffer. Minoa monochroaria ingår i släktet Minoa och familjen mätare. Inga underarter finns listade i Catalogue of Life.